# 손민혁
손민혁(1981년 4월 2일 ~ )은 대한민국의 희극인이다.

## 경력
2001년 연극배우 첫 데뷔한 그는 2002년 KBS 한국방송공사 특채 개그맨 정식 데뷔하였고 2006년 SBS 서울방송 특채 개그맨에 재선발되었다.

## 학력
- 백석대학교 정보통신학 학사

## 출연작

### 방송
- 폭소클럽2 (KBS)
- 웃찾사 (SBS)
- 개그투나잇 (SBS)
  - 〈하오&차오〉
  - 〈응애 베이비〉
  - 〈응애 유치원〉